# Tjärnflotjärnen (Marby socken, Jämtland)
Tjärnflotjärnen är en sjö i Åre kommun i Jämtland och ingår i Indalsälvens huvudavrinningsområde.